# Die Illusion
Die Illusion (Originaltitel: Shadowplay) ist die 16. Folge der zweiten Staffel der US-amerikanischen Science-Fiction-Fernsehserie Star Trek: Deep Space Nine. Sie wurde in den Vereinigten Staaten über Syndication vermarktet und erstmals am 20. Februar 1994 auf verschiedenen Fernsehsendern ausgestrahlt. In Deutschland war sie zum ersten Mal am 19. September 1994 in einer synchronisierten Fassung auf Sat.1 zu sehen.

## Handlung
Im Jahr 2370 bei Sternzeit 47603.3 fliegen Jadzia Dax und Odo, die Wissenschaftsoffizierin und der Sicherheitschef der Raumstation Deep Space Nine, mit dem Runabout USS Orinoco durch das Wurmloch in den Gamma-Quadranten, um ein ungewöhnliches Partikelfeld zu untersuchen. Auf einem Planeten macht Dax schließlich ein kleines Tal aus, von dem seltene Omicron-Partikel ausgehen. Sie und Odo beamen auf die Oberfläche, um sich die Sache genauer anzusehen. Die Quelle scheint eine Art Reaktor in der Mitte eines Dorfs zu sein. Dax will ihn ausführlich scannen, doch plötzlich werden sie und Odo von einem bewaffneten Mann überrascht. Er stellt sich als Protector Colyus vor und unterzieht die beiden einer Befragung. Sie versichern ihm, dass sie nichts Unrechtes getan haben und um seine guten Absichten zu demonstrieren, beamt Odo auf die Orinoco und kurz darauf zurück in Colyus’ Büro. Er will damit demonstrieren, dass er jederzeit fliehen könnte, falls er es will. Colyus findet diese Demonstration bemerkenswert, denn wie Dax und Odo nun erfahren, sind in den letzten Monaten 22 Dorfbewohner auf unerklärliche Weise verschwunden. Odo bietet an, bei der Aufklärung dieser Fälle zu helfen. Odo spricht zunächst mit einem alten Mann namens Rurigan und seiner verängstigten Enkelin Taya. Rurigans Tochter ist als letztes verschwunden und angesichts der anderen ungelösten Fälle hat er keine Hoffnung, sie jemals wiederzusehen.
Auf Deep Space Nine übernimmt die erste Offizierin Kira Nerys während Odos Abwesenheit dessen Aufgaben. Sie lässt den Barbesitzer Quark wissen, dass auch sie ein Auge auf ihn hat und dass sie darüber Bescheid weiß, dass sein Cousin Kono auf der Station gestohlene Museumsobjekte verkaufen will. Commander Benjamin Sisko hält es unterdessen für eine gute Idee, dass sein Sohn Jake etwas mehr Verantwortung übernimmt. Er verschafft ihm daher ein Praktikum bei Chefingenieur Miles O’Brien. Sisko glaubt, dies wäre für Jake eine gute Vorbereitung auf die Sternenflottenakademie.
Am nächsten Morgen setzt Odo seine Untersuchung fort. Er befragt Taya erneut. Sie ist fasziniert von der Tatsache, dass Odo ein Formwandler ist, und würde gern sehen, wie er sich verwandelt. Odo verspricht Taya, dass er alles in seiner Macht stehende unternehmen wird, um ihre Mutter wiederzufinden. Eine Sache kommt ihm bei seiner Befragung seltsam vor: Taya zieht nicht in Betracht, dass ihre Mutter das Tal verlassen haben könnte und offenbar ist auch Colyus und Rurigan nie in den Sinn gekommen, außerhalb ihres Dorfes nach den Vermissten zu suchen. Dax und Odo beschließen, genau das zu tun. Da ihre Tricorder auf dem Planeten nicht richtig funktionieren, benutzen sie Scanner, die Colyus ihnen überlässt. Taya begleitet sie und erzählt Odo dabei eine Geschichte über einen Gestaltwandler. Nach einer Weile erreichen sie einen Baum, von dem Taya angibt, dass dies der am weitesten vom Dorf entfernte Punkt sei, an dem sie bisher gewesen ist. Kurz hinter dem Baum lösen sich plötzlich die Scanner in Dax’ und Odos Händen auf. Als Taya ihnen einige Beeren reichen will, verschwindet ihr Arm, erscheint aber wieder, als sie ihn zurückzieht.
Kira erhält die Nachricht, dass Vedek Bareil auf Deep Space Nine eingetroffen ist. Er wurde von Prylar Rhit eingeladen, um eine Rede im Tempel der Station zu halten. Kira und Bareil haben Gefühle füreinander, ohne dies bisher offen ausgesprochen zu haben. Sie sind über ihr gegenseitiges Wiedersehen daher sehr erfreut. Mit dem Inhalt von Bareils Rede ist Kira allerdings nicht einverstanden. Sie wechseln schnell das Thema und entdecken, dass sie sich beide für Springball interessieren. Sie beschließen, gegeneinander zu spielen und nehmen anschließend ein gemeinsames Abendessen ein. Dabei werden ihre Gefühle offenkundig und sie küssen sich. Dabei erfährt Kira, dass Bareil von Prylar Rhit recht kurzfristig eingeladen wurde und dass dieser hohe Spielschulden bei Quark hat. Überraschend verlässt Kira den Raum, denn ihr wird plötzlich klar, dass Bareils Besuch von Quark eingefädelt wurde, um sie abzulenken. Sie bedankt sich bei Quark für diese Ablenkung, doch für seine Pläne war sie leider nicht ablenkend genug, denn Kono wurde beim Betreten der Station verhaftet, wodurch sein Geschäft nun geplatzt ist.
Jake nimmt seine neue Aufgabe sehr ernst, zeigt aber wenig Freude daran. Schließlich gesteht er O’Brien, dass er eigentlich gar nicht zur Sternenflotte will. O’Brien erzählt ihm, dass er nach dem Wunsch seines Vaters eigentlich Cellist hätte werden sollen. Als er sich dann aber heimlich bei der Sternenflotte einschrieb, war sein Vater zwar zunächst wütend, aber später sprach er dann immer mit großem Stolz von seinem Sohn dem Ingenieur. O’Brien ermutigt Jake, seinen eigenen Weg zu gehen, und schließlich findet er den Mut, sich mit seinem Vater auszusprechen. Zu seiner Erleichterung zeigt Commander Sisko großes Verständnis. Er möchte, dass Jake etwas findet, dass er liebt, und dass er es dann so gut betreibt, wie er kann.
Dax ist inzwischen klar, was den verschwundenen Dorfbewohnern zugestoßen ist. Sie nimmt einige Einstellungen am Reaktor des Dorfs vor, um es Colyus zu demonstrieren. Sie lässt seinen Umhang verschwinden und zurückkehren und erklärt, der vermeintliche Reaktor sei in Wirklichkeit ein holografischer Projektor, der mit einem Omicron-Feld künstliche Materie erzeugt. Das gesamte Dorf und seine Bewohner seinen nur Illusionen, die von dem Projektor erzeugt werden. Dass Leute verschwinden, liegt daran, dass der Projektor nicht mehr fehlerfrei arbeitet. Colyus kann diese Behauptung nur schwer glauben. Um sie zu beweisen, führen Dax und Odo alle interessierten Dorfbewohner an den Rand des Omicron-Felds, um dort den Vorfall mit Tayas Arm nachzustellen. Danach entbrennt unter den Bewohnern eine lebhafte Diskussion. Einige glauben an einen Trick, Colyus hingegen ist jetzt klar, dass niemand den Wunsch hatte, das Tal zu verlassen, weil sie so programmiert wurden. Dax meint, die einzige Lösung bestünde darin, den Projektor abzuschalten und zu reparieren. Sollte dies fehlschlagen, würde das Dorf aufhören, zu existieren, doch durch die stärker werdenden Fehlfunktionen wäre dies ohnehin schon bald der Fall. Schließlich stimmen die Bewohner Dax’ Plan zu. Dax schaltet den Projektor aus und das Dorf und alle seine Bewohner verschwinden – alle außer Rurigan.
Rurigan erklärt, er sei so real wie Dax und Odo. Er stammt ursprünglich von Yadera Prime, doch seine Heimat wurde vom Dominion erobert. Er floh daher vor 30 Jahren und siedelte sich hier an. Sein Dorf und dessen Bewohner baute er hier holografisch nach. Jetzt bedauert er, in einer Illusion gelebt zu haben und möchte nach Yadera Prime zurückgebracht werden. Odo kann ihn aber davon überzeugen, dass die Dorfbewohner mehr sind als bloße Illusionen. Sie haben Gefühle und die Fähigkeit, sich fortzupflanzen. Taya war beispielsweise noch gar nicht geboren, als Rurigan sich hier niederließ. Der kommt schließlich zu der Einsicht, dass er seine Enkelin aufrichtig liebt und sie als reale Person betrachtet. Er lässt Dax den Projektor reparieren, bittet aber darum, seine wahre Identität nicht zu enthüllen. Dax ist erfolgreich und alle Dorfbewohner, einschließlich der vermissten Personen, kehren zurück. Taya ist überglücklich, ihre Mutter wiederzusehen. Rurigans Geheimnis bleibt gewahrt. Dax und Odo verabschieden sich, doch bevor sie auf die Orinoco zurückkehren, verwandelt sich Odo für Taya noch in einen Kreisel.

## Verbindungen zu anderen Star-Trek-Produktionen
Die Illusion ist die dritte von drei Folgen der Serie Star Trek: Deep Space Nine, in denen das Dominion erwähnt wird, bevor es schließlich am Ende der zweiten Staffel offen in Erscheinung tritt.
O’Brien erwähnt, dass er nach dem Wunsch seines Vaters eigentlich Cellist hätte werden sollen. In Folge 3.02 (Die Macht der Paragraphen) von Raumschiff Enterprise – Das nächste Jahrhundert aus dem Jahr 1989 hatte er bereits als Cellist an einem Konzert teilgenommen.
Einige Elemente aus dieser Folge wurden in späteren Star-Trek-Produktionen wieder aufgegriffen:
- Die bajoranische Sportart Springball wird hier erstmals erwähnt.
- Nachdem bereits in Folge 2.02 (Der Kreis) von Star Trek: Deep Space Nine aus dem Jahr 1993 ein gegenseitiges Interesse zwischen Kira und Bareil angedeutet worden war, treten ihre Gefühle hier nun offen zutage und im weiteren Verlauf der Serie gehen die beiden eine Beziehung ein.
- Es wird erstmals erwähnt, dass Kira zwei Brüder hat. In Folge 6.17 (Tiefes Unrecht) von Star Trek: Deep Space Nine aus dem Jahr 1998 werden sie auch namentlich genannt.
- Folge 1.20 (Schiff der Geister) von Star Trek: Enterprise aus dem Jahr 2002 erzählt eine ganz ähnliche Geschichte. Auch hier ersetzt jemand verstorbene Freunde und Kameraden durch Hologramme, ohne dass diese über ihre wahre Natur Bescheid wissen.

## Produktion

### Drehbuch
Der Arbeitstitel dieser Folge lautete Persistence of Vision. Dieser Titel wurde später für Folge 2.08 (Rätselhafte Visionen) von Star Trek: Raumschiff Voyager verwendet.
Robert Hewitt Wolfes ursprüngliche Idee für die Folge war eigentlich, dass Dax und O’Brien auf einem Planeten gefangen genommen werden und in einem Gefängnis landen. Nach einem vermeintlich geglückten Fluchtversuch stellen sie fest, dass sie sich immer noch im Gefängnis befinden. Sie kehren schließlich nach Deep Space Nine zurück, können sich aber nicht sicher sein, ob sie jetzt wirklich frei sind.
Die Geschichte über den Gestaltwandler, die Taya Odo erzählt, hat eine starke Ähnlichkeit mit dem Märchen Der gestiefelte Kater.

### Darsteller
Noley Thornton, Darstellerin von Taya, hatte zuvor bereits Clara Sutter in Folge 5.22 (Die imaginäre Freundin) von Raumschiff Enterprise – Das nächste Jahrhundert gespielt.

### Drehorte und Kulissen
Die Kulissen des Dorfs wurden aus Folge 7.16 (Radioaktiv) von Raumschiff Enterprise – Das nächste Jahrhundert wiederverwendet.
Die Außenaufnahmen entstanden im Bronson Canyon in Hollywood.

## Rezeption
Keith DeCandido bewertete Die Illusion 2013 auf tor.com als eine sehr gute Folge von Star Trek: Deep Space Nine. Er fand, dass die drei Handlungsstränge wunderbar zusammenpassen und durchgängig gut gespielt seien. Insbesondere hob er die Szenen zwischen Odo und Taya und die Ansprache von Odo an Rurigan am Ende der Folge hervor.